# Patric Wener
Pour les articles homonymes, voir Wener.
Patric Wener (né le 13 novembre 1968 à Karlstad en Suède) est un joueur de hockey sur glace devenu entraîneur. Il évolue au poste d'attaquant.

## Biographie

### Carrière de joueur
Formé au Farjestads BK, il commence sa carrière senior au Forshaga IF dans la Division 1, le troisième niveau suédois en 1985. Il évolue dans la Nationalliga en 1996-1997. Il met un terme à sa carrière de joueur en 1998 après un an Hammarö HC.

### Carrière d'entraîneur
Il commence sa carrière d'entraîneur au Forshaga IF dans la Division 2 en 1998. Deux ans plus tard, il devient entraîneur-joueur du EHC Althofen dans la quatrième division autrichienne. En 2002, il est nommé entraîneur au EV Zeltweg dans la Nationalliga. Il s'occupe des juniors du Klagenfurter AC en 2006-2007. Il prend ensuite la tête du IFK Arboga dans la Division 1. Il est entraîneur assistant du Klagenfurter AC puis de EC Red Bull Salzbourg entre 2008 et 2012. Il s'occupe parallèlement du hockey mineur de Salzbourg. En 2012, il signe au Mora IK dans l'Allsvenskan, le deuxième niveau suédois. Deux ans plus tard, il prend la tête du IF Björklöven aux côtés de Mats Waltin. En 2015, il part pour une nouvelle aventure chez les Diables Rouges de Briançon dans la Ligue Magnus. Il est démis de ses fonctions le 18 janvier 2016 pour cause de mauvais résultats et est remplacé par Alexis Billard.